# 15e étape du Tour de France 2017
Pour un article plus général, voir Tour de France 2017.
La 15e étape du Tour de France 2017 se déroule le dimanche 16 juillet 2017 entre Laissac-Sévérac l'Église et Le Puy-en-Velay, sur une distance de 189,5 kilomètres.

## Parcours
Cette étape part de Laissac-Sévérac l'Église dans l'Aveyron, traverse le département de la Lozère et arrive au Puy-en-Velay en Haute-Loire après 189,5 kilomètres de course. 
Elle comprend quatre difficultés comptant pour le classement de meilleur grimpeur. La première d'entre elles, la montée de Naves d'Aubrac, commence après vingt kilomètres de course, peu après Saint-Geniez-d'Olt-et-d'Aubrac. Classée en première catégorie, elle est longue de 8,9 km, pour une pente moyenne de 6,4 % et amène la course sur le plateau de l'Aubrac, à plus de 1 000 mètres d'altitude. 
Douze kilomètres après cette montée, les coureurs abordent la côte de Vieurals, classée en troisième catégorie (3,3 km à 5,9 %). Le col d'Aubrac, au kilomètre 52, marque le passage en Lozère. Le sprint intermédiaire est placé à Saint-Alban-sur-Limagnole, à mi-course, au kilomètre 96. 
Le parcours retrouve de l'altitude en passant par la Margeride, où il entre en Haute-Loire à l'Hospitalet du Sauvage. Il descend ensuite vers la vallée de l'Allier, longé de Saint-Arcons-d'Allier à Prades. Classé en première catégorie, l'ascension du col de Peyra Taillade sur 8,3 km, d'une pente moyenne de 7,4 %, présente une portion baptisée « mur de Saint-Bérain », 1,1 km à 14 %, dont un passage à 22 %. Cette côte a été « découverte » par le journaliste Pierre Chany, qui l'a suggérée à Thierry Cazeneuve et Charly Mottet lorsque ce dernier « [cherchait] un itinéraire pour arriver au Puy-en-Velay lors du Critérium du Dauphiné 1997 »,. 
La descente qui mène au Puy-en-Velay passe par la dernière difficulté de la journée, la côte de Saint-Vidal, classée en quatrième catégorie,, à treize kilomètres de la ligne d'arrivée.

## Déroulement de la course
Dès le départ, Robert Kiserlovski lance un échappée en emmenant avec lui Damiano Caruso, Serge Pauwels, Marcus Burghardt, Tony Martin, Marcel Sieberg, le maillot à pois Warren Barguil, Luis Ángel Maté, Dylan van Baarle et Tsgabu Grmay. Tim Wellens abandonne au début de l'étape. Dans la montée de Naves d'Aubrac, Barguil imprime un rythme très élevé pour conquérir les points du classement de la montagne, il décroche tout le monde sauf Pauwels et Caruso, et élimine définitivement de l'échappée Burghardt et Sieberg. Il passe en tête au sommet de la montée de Naves d'Aubrac (km 28,5) et aussi au sommet de la côte de Vieurals (km 43,5).
Un groupe de contre-attaque formé en plusieurs temps dans la montée de Naves d'Aubrac finit par rejoindre le groupe de tête au km 60 et forme ainsi un grand groupe à l'avant de 28 coureurs comprenant Jan Bakelants, Bauke Mollema, Damiano Caruso, Alessandro De Marchi, Amaël Moinard, Nicolas Roche, Kristijan Đurasek, Diego Ulissi, Thibaut Pinot, Serge Pauwels, Tony Martin, Robert Kiserlovski, Maurits Lammertink, Tiesj Benoot, Thomas de Gendt, Tony Gallopin, Warren Barguil, Michael Matthews, Simon Geschke, Luis Ángel Maté, Daniel Navarro, Primož Roglič, Lilian Calmejane, Romain Sicard, Dylan van Baarle, Tsgabu Grmay, Romain Hardy et Pierre-Luc Périchon. Au km 96, Michael Matthews remporte le sprint intermédiaire de Saint-Alban-sur-Limagnole et comble ainsi une partie de son retard sur Marcel Kittel, absent de l'échappée, dans le classement pour le maillot vert. 
Dans le peloton, l'écart avec l'échappée est contrôlé par l'équipe Sky, il atteint 7 min 15 s au maximum à 75 km de l'arrivée. À 66 km de l'arrivée, Tony Martin sort du groupe à l'avant et se lance dans une échappée en solitaire semblable à celle qui lui avait permis de remporter l'étape de Mulhouse en 2014 mais il est repris dans la difficile montée du col de Peyra Taillade à 3 km du sommet. Dans la descente précédant le col de Peyra Taillade, l'équipe AG2R La Mondiale accélère en tête du peloton pour provoquer des cassures. Dans la montée du col de Peyra Taillade, le maillot jaune Chris Froome rencontre un problème mécanique qui l'oblige à s'arrêter, il parvient cependant à revenir à la hauteur de ses rivaux sur la fin de l'ascension avec l'aide de ses équipiers, dans un groupe qui comprend les dix premiers du classement général, à l'exception de Nairo Quintana lâché dans cette montée.   
Barguil passe en tête au col de Peyra Taillade situé à 31,5 km de l'arrivée, suivi de près par Pauwels et Gallopin. Puis Mollema, Caruso, Ulissi, Pinot, Benoot et Roglič font leur retour formant ainsi un groupe de neuf coureurs à l'avant. À 25 km de l'arrivée, Mollema lance une attaque. Il prend une avance de 40 secondes qui retombe à 20 secondes au sommet de la côte de Saint-Vidal à 13 km de l'arrivée mais les quatre poursuivants Barguil, Roglic, Ulissi et Gallopin ne collaborent pas suffisamment pour combler leur retard et Mollema remporte ainsi l'étape en solitaire avec une vingtaine de secondes d'avance. Dans le groupe des favoris, Dan Martin se détache dans le final et passe de la 6e  à la 5e place du classement général.

## Résultats

### Classement de l'étape
| \| Classement de l'étape \| Classement de l'étape \| Classement de l'étape \| Classement de l'étape \| Classement de l'étape \| \| Coureur \| Coureur \| Pays \| Équipe \| Temps \| \| --------------------- \| --------------------- \| --------------------- \| --------------------- \| --------------------- \| \| 1er \| Bauke Mollema \| Pays-Bas \| Trek-Segafredo \| 4 h 41 min 47 s \| \| 2e \| Diego Ulissi \| Italie \| UAE Team Emirates \| + 19 s \| \| 3e \| Tony Gallopin \| France \| Lotto-Soudal \| + 19 s \| \| 4e \| Primož Roglič \| Slovénie \| LottoNL-Jumbo \| + 19 s \| \| 5e \| Warren Barguil \| France \| Team Sunweb \| + 23 s \| \| 6e \| Nicolas Roche \| Irlande \| BMC Racing Team \| + 1 min 00 s \| \| 7e \| Lilian Calmejane \| France \| Direct Énergie \| + 1 min 04 s \| \| 8e \| Jan Bakelants \| Belgique \| AG2R La Mondiale \| + 1 min 04 s \| \| 9e \| Thibaut Pinot \| France \| FDJ \| + 1 min 04 s \| \| 10e \| Serge Pauwels \| Belgique \| Dimension Data \| + 1 min 04 s \| |                  |          |                   |                 |
| |                  |          |                   |                 |
| Source : ProCyclingStats |                  |          |                   |                 |
| Classement de l'étape |                  |          |                   |                 |
| Coureur | Coureur          | Pays     | Équipe            | Temps           |
| 1er | Bauke Mollema    | Pays-Bas | Trek-Segafredo    | 4 h 41 min 47 s |
| 2e | Diego Ulissi     | Italie   | UAE Team Emirates | + 19 s          |
| 3e | Tony Gallopin    | France   | Lotto-Soudal      | + 19 s          |
| 4e | Primož Roglič    | Slovénie | LottoNL-Jumbo     | + 19 s          |
| 5e | Warren Barguil   | France   | Team Sunweb       | + 23 s          |
| 6e | Nicolas Roche    | Irlande  | BMC Racing Team   | + 1 min 00 s    |
| 7e | Lilian Calmejane | France   | Direct Énergie    | + 1 min 04 s    |
| 8e | Jan Bakelants    | Belgique | AG2R La Mondiale  | + 1 min 04 s    |
| 9e | Thibaut Pinot    | France   | FDJ               | + 1 min 04 s    |
| 10e | Serge Pauwels    | Belgique | Dimension Data    | + 1 min 04 s    |

### Points attribués
| Sprint intermédiaire - Saint-Alban-sur-Limagnole (km 96) | Sprint intermédiaire - Saint-Alban-sur-Limagnole (km 96) | Sprint intermédiaire - Saint-Alban-sur-Limagnole (km 96) | Sprint intermédiaire - Saint-Alban-sur-Limagnole (km 96) | Sprint intermédiaire - Saint-Alban-sur-Limagnole (km 96) |
| -------------------------------------------------------- | -------------------------------------------------------- | -------------------------------------------------------- | -------------------------------------------------------- | -------------------------------------------------------- |
|                                                          | Coureur                                                  | Pays                                                     | Équipe                                                   | Point(s)                                                 |
| 1er                                                      | Michael Matthews                                         | Australie                                                | Sunweb                                                   | 20                                                       |
| 2e                                                       | Thomas de Gendt                                          | Belgique                                                 | Lotto-Soudal                                             | 17                                                       |
| 3e                                                       | Jan Bakelants                                            | Belgique                                                 | AG2R La Mondiale                                         | 15                                                       |
| 4e                                                       | Simon Geschke                                            | Allemagne                                                | Sunweb                                                   | 13                                                       |
| 5e                                                       | Tony Gallopin                                            | France                                                   | Lotto-Soudal                                             | 11                                                       |
| 6e                                                       | Alessandro De Marchi                                     | Italie                                                   | BMC Racing                                               | 10                                                       |
| 7e                                                       | Lilian Calmejane                                         | France                                                   | Direct Énergie                                           | 9                                                        |
| 8e                                                       | Tiesj Benoot                                             | Belgique                                                 | Lotto-Soudal                                             | 8                                                        |
| 9e                                                       | Maurits Lammertink                                       | Pays-Bas                                                 | Katusha-Alpecin                                          | 7                                                        |
| 10e                                                      | Tony Martin                                              | Allemagne                                                | Katusha-Alpecin                                          | 6                                                        |
| 11e                                                      | Nicolas Roche                                            | Irlande                                                  | BMC Racing                                               | 5                                                        |
| 12e                                                      | Romain Sicard                                            | France                                                   | Direct Énergie                                           | 4                                                        |
| 13e                                                      | Bauke Mollema                                            | Pays-Bas                                                 | Trek-Segafredo                                           | 3                                                        |
| 14e                                                      | Diego Ulissi                                             | Italie                                                   | UAE Emirates                                             | 2                                                        |
| 15e                                                      | Serge Pauwels                                            | Belgique                                                 | Dimension Data                                           | 1                                                        |
| modifier                                                 |                                                          |                                                          |                                                          |                                                          |

| Arrivée d'étape - Le Puy-en-Velay (km 189,5) | Arrivée d'étape - Le Puy-en-Velay (km 189,5) | Arrivée d'étape - Le Puy-en-Velay (km 189,5) | Arrivée d'étape - Le Puy-en-Velay (km 189,5) | Arrivée d'étape - Le Puy-en-Velay (km 189,5) |
| -------------------------------------------- | -------------------------------------------- | -------------------------------------------- | -------------------------------------------- | -------------------------------------------- |
|                                              | Coureur                                      | Pays                                         | Équipe                                       | Point(s)                                     |
| 1er                                          | Bauke Mollema                                | Pays-Bas                                     | Trek-Segafredo                               | 30                                           |
| 2e                                           | Diego Ulissi                                 | Italie                                       | UAE Emirates                                 | 25                                           |
| 3e                                           | Tony Gallopin                                | France                                       | Lotto-Soudal                                 | 22                                           |
| 4e                                           | Primož Roglič                                | Slovénie                                     | Lotto NL-Jumbo                               | 19                                           |
| 5e                                           | Warren Barguil                               | France                                       | Sunweb                                       | 17                                           |
| 6e                                           | Nicolas Roche                                | Irlande                                      | BMC Racing                                   | 15                                           |
| 7e                                           | Lilian Calmejane                             | France                                       | Direct Énergie                               | 13                                           |
| 8e                                           | Jan Bakelants                                | Belgique                                     | AG2R La Mondiale                             | 11                                           |
| 9e                                           | Thibaut Pinot                                | France                                       | FDJ                                          | 9                                            |
| 10e                                          | Serge Pauwels                                | Belgique                                     | Dimension Data                               | 7                                            |
| 11e                                          | Tiesj Benoot                                 | Belgique                                     | Lotto-Soudal                                 | 6                                            |
| 12e                                          | Damiano Caruso                               | Italie                                       | BMC Racing                                   | 5                                            |
| 13e                                          | Daniel Navarro                               | Espagne                                      | Cofidis                                      | 4                                            |
| 14e                                          | Pierre-Luc Périchon                          | France                                       | Fortuneo-Oscaro                              | 3                                            |
| 15e                                          | Amaël Moinard                                | France                                       | BMC Racing                                   | 2                                            |
| modifier                                     |                                              |                                              |                                              |                                              |

|   | Coureur       | Pays     | Équipe         | Secondes |
| - | ------------- | -------- | -------------- | -------- |
| 1 | Bauke Mollema | Pays-Bas | Trek-Segafredo | 10 s     |
| 2 | Diego Ulissi  | Italie   | UAE Emirates   | 6 s      |
| 3 | Tony Gallopin | France   | Lotto-Soudal   | 4 s      |

### Cols et côtes
| Montée de Naves d'Aubrac (km 28,5) 1re catégorie (8,9 km à 6,4%) | Montée de Naves d'Aubrac (km 28,5) 1re catégorie (8,9 km à 6,4%) | Montée de Naves d'Aubrac (km 28,5) 1re catégorie (8,9 km à 6,4%) | Montée de Naves d'Aubrac (km 28,5) 1re catégorie (8,9 km à 6,4%) | Montée de Naves d'Aubrac (km 28,5) 1re catégorie (8,9 km à 6,4%) |
| ---------------------------------------------------------------- | ---------------------------------------------------------------- | ---------------------------------------------------------------- | ---------------------------------------------------------------- | ---------------------------------------------------------------- |
|                                                                  | Coureur                                                          | Pays                                                             | Équipe                                                           | Point(s)                                                         |
| 1er                                                              | Warren Barguil                                                   | France                                                           | Sunweb                                                           | 10                                                               |
| 2e                                                               | Serge Pauwels                                                    | Belgique                                                         | Dimension Data                                                   | 8                                                                |
| 3e                                                               | Damiano Caruso                                                   | Italie                                                           | BMC Racing                                                       | 6                                                                |
| 4e                                                               | Dylan van Baarle                                                 | Pays-Bas                                                         | Cannondale-Drapac                                                | 4                                                                |
| 5e                                                               | Tsgabu Grmay                                                     | Éthiopie                                                         | Bahrain-Merida                                                   | 2                                                                |
| 6e                                                               | Robert Kišerlovski                                               | Croatie                                                          | Katusha-Alpecin                                                  | 1                                                                |
| modifier                                                         |                                                                  |                                                                  |                                                                  |                                                                  |

| Côte de Vieurals (km 43,5) 3e catégorie (3,3 km à 5,9%) | Côte de Vieurals (km 43,5) 3e catégorie (3,3 km à 5,9%) | Côte de Vieurals (km 43,5) 3e catégorie (3,3 km à 5,9%) | Côte de Vieurals (km 43,5) 3e catégorie (3,3 km à 5,9%) | Côte de Vieurals (km 43,5) 3e catégorie (3,3 km à 5,9%) |
| ------------------------------------------------------- | ------------------------------------------------------- | ------------------------------------------------------- | ------------------------------------------------------- | ------------------------------------------------------- |
|                                                         | Coureur                                                 | Pays                                                    | Équipe                                                  | Point(s)                                                |
| 1er                                                     | Warren Barguil                                          | France                                                  | Sunweb                                                  | 2                                                       |
| 2e                                                      | Serge Pauwels                                           | Belgique                                                | Dimension Data                                          | 1                                                       |
| modifier                                                |                                                         |                                                         |                                                         |                                                         |

| Col de Peyra Taillade (km 158) 1re catégorie (8,3 km à 7,4%) | Col de Peyra Taillade (km 158) 1re catégorie (8,3 km à 7,4%) | Col de Peyra Taillade (km 158) 1re catégorie (8,3 km à 7,4%) | Col de Peyra Taillade (km 158) 1re catégorie (8,3 km à 7,4%) | Col de Peyra Taillade (km 158) 1re catégorie (8,3 km à 7,4%) |
| ------------------------------------------------------------ | ------------------------------------------------------------ | ------------------------------------------------------------ | ------------------------------------------------------------ | ------------------------------------------------------------ |
|                                                              | Coureur                                                      | Pays                                                         | Équipe                                                       | Point(s)                                                     |
| 1er                                                          | Warren Barguil                                               | France                                                       | Sunweb                                                       | 10                                                           |
| 2e                                                           | Primož Roglič                                                | Slovénie                                                     | Lotto-NL-Jumbo                                               | 8                                                            |
| 3e                                                           | Tony Gallopin                                                | France                                                       | Lotto-Soudal                                                 | 6                                                            |
| 4e                                                           | Serge Pauwels                                                | Belgique                                                     | Dimension-Data                                               | 4                                                            |
| 5e                                                           | Damiano Caruso                                               | Italie                                                       | BMC Racing                                                   | 2                                                            |
| 6e                                                           | Thibaut Pinot                                                | France                                                       | FDJ                                                          | 1                                                            |
| modifier                                                     |                                                              |                                                              |                                                              |                                                              |

| Côte de Saint-Vidal (km 176,5) 4e catégorie (1,9 km à 6,8%) | Côte de Saint-Vidal (km 176,5) 4e catégorie (1,9 km à 6,8%) | Côte de Saint-Vidal (km 176,5) 4e catégorie (1,9 km à 6,8%) | Côte de Saint-Vidal (km 176,5) 4e catégorie (1,9 km à 6,8%) | Côte de Saint-Vidal (km 176,5) 4e catégorie (1,9 km à 6,8%) |
| ----------------------------------------------------------- | ----------------------------------------------------------- | ----------------------------------------------------------- | ----------------------------------------------------------- | ----------------------------------------------------------- |
|                                                             | Coureur                                                     | Pays                                                        | Équipe                                                      | Point(s)                                                    |
| 1er                                                         | Bauke Mollema                                               | Pays-Bas                                                    | Trek-Segafredo                                              | 1                                                           |
| modifier                                                    |                                                             |                                                             |                                                             |                                                             |

## Classements à l'issue de l'étape

### Classement général
| \| Classement général \| Classement général \| Classement général \| Classement général \| Classement général \| \| Coureur \| Coureur \| Pays \| Équipe \| Temps \| \| ------------------ \| ------------------ \| ------------------ \| ------------------ \| ------------------ \| \| 1er \| Christopher Froome \| Royaume-Uni \| Team Sky \| 60 h 40 min 21 s \| \| 2e \| Fabio Aru \| Italie \| Astana \| + 18 s \| \| 3e \| Romain Bardet \| France \| AG2R La Mondiale \| + 23 s \| \| 4e \| Rigoberto Urán \| Colombie \| Cannondale-Drapac \| + 29 s \| \| 5e \| Dan Martin \| Irlande \| Quick-Step Floors \| + 1 min 12 s \| \| 6e \| Mikel Landa \| Espagne \| Team Sky \| + 1 min 17 s \| \| 7e \| Simon Yates \| Royaume-Uni \| Orica-Scott \| + 2 min 02 s \| \| 8e \| Louis Meintjes \| Afrique du Sud \| UAE Team Emirates \| + 5 min 09 s \| \| 9e \| Alberto Contador \| Espagne \| Trek-Segafredo \| + 5 min 37 s \| \| 10e \| Damiano Caruso \| Italie \| BMC Racing Team \| + 6 min 05 s \| |                    |                |                   |                  |
| |                    |                |                   |                  |
| Source : ProCyclingStats |                    |                |                   |                  |
| Classement général |                    |                |                   |                  |
| Coureur | Coureur            | Pays           | Équipe            | Temps            |
| 1er | Christopher Froome | Royaume-Uni    | Team Sky          | 60 h 40 min 21 s |
| 2e | Fabio Aru          | Italie         | Astana            | + 18 s           |
| 3e | Romain Bardet      | France         | AG2R La Mondiale  | + 23 s           |
| 4e | Rigoberto Urán     | Colombie       | Cannondale-Drapac | + 29 s           |
| 5e | Dan Martin         | Irlande        | Quick-Step Floors | + 1 min 12 s     |
| 6e | Mikel Landa        | Espagne        | Team Sky          | + 1 min 17 s     |
| 7e | Simon Yates        | Royaume-Uni    | Orica-Scott       | + 2 min 02 s     |
| 8e | Louis Meintjes     | Afrique du Sud | UAE Team Emirates | + 5 min 09 s     |
| 9e | Alberto Contador   | Espagne        | Trek-Segafredo    | + 5 min 37 s     |
| 10e | Damiano Caruso     | Italie         | BMC Racing Team   | + 6 min 05 s     |

### Classement par points
| Classement par points | Classement par points | Classement par points | Classement par points | Classement par points |
| Coureur               | Coureur               | Pays                  | Équipe                | Points                |
| --------------------- | --------------------- | --------------------- | --------------------- | --------------------- |
| 1er                   | Marcel Kittel         | Allemagne             | Quick-Step Floors     | 373 pts               |
| 2e                    | Michael Matthews      | Australie             | Team Sunweb           | 294 pts               |
| 3e                    | André Greipel         | Allemagne             | Lotto-Soudal          | 187 pts               |
| 4e                    | Alexander Kristoff    | Norvège               | Katusha-Alpecin       | 158 pts               |
| 5e                    | Sonny Colbrelli       | Italie                | Bahrain-Merida        | 128 pts               |
| 6e                    | Edvald Boasson Hagen  | Norvège               | Dimension Data        | 115 pts               |
| 7e                    | Dylan Groenewegen     | Pays-Bas              | LottoNL-Jumbo         | 94 pts                |
| 8e                    | Dan Martin            | Irlande               | Quick-Step Floors     | 89 pts                |
| 9e                    | Christopher Froome    | Royaume-Uni           | Team Sky              | 86 pts                |
| 10e                   | Fabio Aru             | Italie                | Astana                | 78 pts                |

### Classement du meilleur jeune
| Classement général du meilleur jeune | Classement général du meilleur jeune | Classement général du meilleur jeune | Classement général du meilleur jeune | Classement général du meilleur jeune |
|                                      | Coureur                              | Pays                                 | Équipe                               | Temps                                |
| ------------------------------------ | ------------------------------------ | ------------------------------------ | ------------------------------------ | ------------------------------------ |
| 1er                                  | Simon Yates                          | Royaume-Uni                          | Orica-Scott                          | en 64 h 42 min 23 s                  |
| 2e                                   | Louis Meintjes                       | Afrique du Sud                       | UAE Emirates                         | + 3 min 7 s                          |
| 3e                                   | Pierre Latour                        | France                               | AG2R La Mondiale                     | + 11 min 39 s                        |
| 4e                                   | Emanuel Buchmann                     | Allemagne                            | Bora-Hansgrohe                       | + 17 min 35 s                        |
| 5e                                   | Guillaume Martin                     | France                               | Wanty-Groupe Gobert                  | + 25 min 26 s                        |
| 6e                                   | Tiesj Benoot                         | Belgique                             | Lotto-Soudal                         | + 28 min 8 s                         |
| 7e                                   | Lilian Calmejane                     | France                               | Direct Énergie                       | + 53 min 22 s                        |
| 8e                                   | Michael Valgren                      | Danemark                             | Astana                               | + 1 h 37 min 18 s                    |
| 9e                                   | Alberto Bettiol                      | Italie                               | Cannondale-Drapac                    | + 1 h 42 min 20 s                    |
| 10e                                  | Stefan Küng                          | Suisse                               | BMC Racing                           | + 1 h 48 min 9 s                     |
| modifier                             |                                      |                                      |                                      |                                      |

### Classement du meilleur grimpeur
| Classement du meilleur grimpeur | Classement du meilleur grimpeur | Classement du meilleur grimpeur | Classement du meilleur grimpeur | Classement du meilleur grimpeur |
| ------------------------------- | ------------------------------- | ------------------------------- | ------------------------------- | ------------------------------- |
|                                 | Coureur                         | Pays                            | Équipe                          | Point(s)                        |
| 1er                             | Warren Barguil                  | France                          | Sunweb                          | 116 points                      |
| 2e                              | Primož Roglič                   | Slovénie                        | Lotto NL-Jumbo                  | 38 pts                          |
| 3e                              | Thomas De Gendt                 | Belgique                        | Lotto-Soudal                    | 36 pts                          |
| 4e                              | Mikel Landa                     | Espagne                         | Sky                             | 33 pts                          |
| 5e                              | Alexis Vuillermoz               | France                          | AG2R La Mondiale                | 28 pts                          |
| 6e                              | Christopher Froome              | Royaume-Uni                     | Sky                             | 25 pts                          |
| 7e                              | Daniel Martin                   | Irlande                         | Quick-Step Floors               | 23 pts                          |
| 8e                              | Fabio Aru                       | Italie                          | Astana                          | 22 pts                          |
| 9e                              | Alberto Contador                | Espagne                         | Trek-Segafredo                  | 22 pts                          |
| 10e                             | Steve Cummings                  | Royaume-Uni                     | Dimension Data                  | 20 pts                          |
| modifier                        |                                 |                                 |                                 |                                 |

### Classement par équipes
| Classement par équipes | Classement par équipes | Classement par équipes | Classement par équipes |
| Équipe                 | Équipe                 | Pays                   | Temps                  |
| ---------------------- | ---------------------- | ---------------------- | ---------------------- |
| 1re                    | Sky                    | Royaume-Uni            | 194 h 10 min 44 s      |
| 2e                     | AG2R La Mondiale       | France                 | + 9 min 52 s           |
| 3e                     | Trek-Segafredo         | États-Unis             | + 1 h 01 min 18 s      |
| 4e                     | BMC Racing Team        | États-Unis             | + 1 h 10 min 50 s      |
| 5e                     | Movistar Team          | Espagne                | + 1 h 11 min 40 s      |
| 6e                     | Cannondale-Drapac      | États-Unis             | + 1 h 30 min 21 s      |
| 7e                     | Astana                 | Kazakhstan             | + 1 h 40 min 24 s      |
| 8e                     | Orica-Scott            | Australie              | + 1 h 40 min 50 s      |
| 9e                     | Fortuneo-Oscaro        | France                 | + 1 h 46 min 54 s      |
| 10e                    | Lotto-Soudal           | Belgique               | + 2 h 01 min 17 s      |

## Abandon
- 139 -  Tim Wellens (Lotto-Soudal) : Abandon